# 牙買加圓尾鸌
牙買加圓尾鸌（學名：Pterodroma caribbaea）是鸌科的一種細小鳥類。牠們是黑頂圓尾鸌的近親，並且有時被認為亞種。
牙買加圓尾鸌的標本最後於1879年採集，於1996年及2000年曾進行勘查而不果。不過，目前牠們未能被列為滅絕，這是因為牠們是夜間活動，且很難發現，並有可能仍然在多明尼加國及瓜德羅普生存著。
牙買加圓尾鸌會被幾種不同的蝨子寄生。若牠們真的已經滅絕，連同這些寄生蟲亦可能同時消失。

## 外部連結
- BirdLife Species Factsheet （页面存档备份，存于）